# دارمان (كسبي)
دارمان هي بلدة في مقاطعة كسبي في ولاية قشقداريا في أوزبكستان.